# Restinga

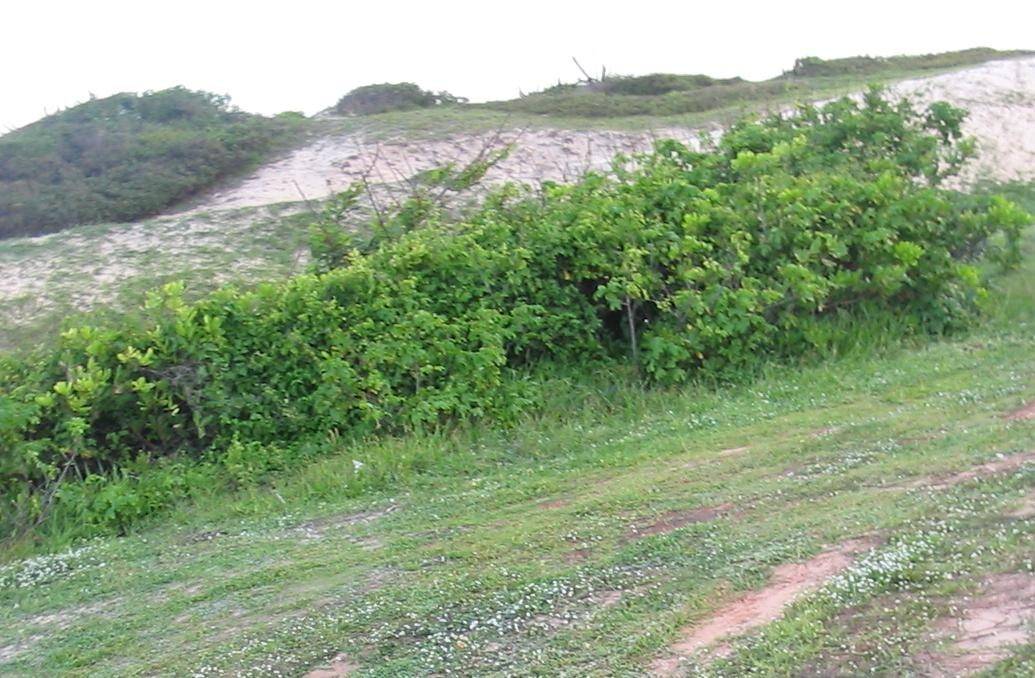
Ejemplo de la vegetación de restinga

Restinga es un término de uso geográfico que tiene diversos significados según el país:
- en España, una restinga es un banco o lengua de arena localizado a poca profundidad bajo el mar que, en algunos casos, puede llegar a emerger dando lugar a la formación de pequeños islotes.
- en Perú, las restingas son zonas inundables estacionalmente (verano), que se localizan en la selva baja.

El término restinga se utiliza también en lengua portuguesa:
- en Brasil, se refiere a un área cercana al mar de suelos arenosos, ácidos y pobres en nutrientes que está cubierta por una vegetación de plantas herbáceas características.
- en Portugal, el término restinga es sinónimo de arrecife y también de cabo;